# Christmas (Pet Shop Boys)
Christmas è il primo EP del gruppo musicale britannico Pet Shop Boys, pubblicato il 14 dicembre 2009 dalla Parlophone.

## Descrizione
Contiene cinque brani, tra cui le nuove versioni di It Doesn't Often Snow at Christmas (originariamente prodotto dal duo nel 1997) e All Over the World (tratto da Yes), quest'ultimo distribuito singolarmente come disco promozionale; di quest'ultimo è stato realizzato anche un videoclip composto da un montaggio di alcuni momenti del loro Pandemonium Tour.)
In esso appaiono anche le reinterpretazioni di My Girl dei Madness e Viva la vida dei Coldplay, la seconda presentata in un medley con Domino Dancingì.

## Tracce
1. It Doesn't Often Snow At Christmas (New Version)
2. My Girl
3. All Over The World (New Version)
4. Viva la vida/Domino Dancing
5. My Girl (Pet Shop Boys House mix)

## Classifiche
| Classifica (2009) | Posizione massima |
| ----------------- | ----------------- |
| Francia           | 60                |
| Germania          | 35                |
| Israele           | 18                |
| Regno Unito       | 40                |
| Slovacchia        | 91                |
| Svezia            | 10                |

Oltre all'EP stesso, nella classifica svedese apparve anche il brano Viva la vida/Domino Dancing alla posizione 32.